# Morti il 5 dicembre
| Questa pagina contiene informazioni ricavate automaticamente dalle voci biografiche con l'ausilio del template Bio e di un bot. L'aggiornamento è periodico e automatico e ricostruisce completamente la pagina. Se manca una persona in questa lista, sei pregato di non aggiungerla, ma accertati piuttosto che la sua voce biografica contenga il template Bio e che i dati anagrafici siano correttamente compilati. Se il template Bio manca, inseriscilo tu stesso o, in alternativa, metti l'avviso {{tmp\|Bio}} che ne segnala la mancanza. Se i dati riportati sono sbagliati, correggi direttamente la voce biografica; le modifiche saranno visibili in questa lista entro pochi giorni. Per chiarimenti vedi il progetto biografie. La lista contiene solo le 525 persone che sono citate nell'enciclopedia e per le quali è stato implementato correttamente il template Bio. Pagina aggiornata al 17 ago 2025. |

## III secolo(2)
- 250 - Basso di Nizza, vescovo e santo romano
- 254 - Dalmazzo di Pedona, santo romano

## VI secolo(1)
- 532 - Saba Archimandrita, monaco cristiano bizantino (n. 439)

## VII secolo(1)
- 662 - Pelino di Brindisi, vescovo italiano

## X secolo(1)
- 902 - Ealhswith, sovrana britannica

## XI secolo(3)
- 1023 - Hartwig di Salisburgo, arcivescovo cattolico tedesco
- 1038 - Lucido di Aquara, religioso italiano
- 1055 - Corrado I di Baviera, nobile tedesco

## XIII secolo(2)
- 1242 - Al-Mustansir, califfo arabo (n. 1192)
- 1244 - Giovanna di Costantinopoli, contessa

## XIV secolo(3)
- 1332 - Rinchinbal Khan, imperatore cinese (n. 1326)
- 1355 - Giovanni III di Brabante, duca
- 1378 - Gilles Aycelin de Montaigut, cardinale e vescovo cattolico francese

## XV secolo(1)
- 1495 - Bartolomeo Fanti, monaco cristiano italiano

## XVI secolo(11)
- 1501 - Caterina Pico, nobildonna italiana (n. 1454)
- 1518 - Gian Giacomo Trivulzio, nobile, militare e politico italiano (n. 1442)
- 1522 - Giovanni Battista Branconio dell'Aquila, orafo italiano (n. 1473)
- 1534 - Luigia Strozzi, nobildonna italiana
- 1550 - Lorenz Fries, scrittore e storico tedesco (n. 1489)
- 1560 - Francesco II di Francia, re (n. 1544)
- 1562 - Giovanni di Lorenzo, pittore italiano (n. 1487)
- 1565 - Abd al-Wahhab al-Sha'rani, giurista egiziano (n. 1493)
- 1566 - Antonio Brucioli, umanista italiano (n. 1487)
- 1587 - Giacomo Savelli, cardinale e vescovo italiano (n. 1523)
- 1595 - James Stewart, conte di Arran, nobile e politico scozzese

## XVII secolo(13)
- 1612 - Ottavio Acquaviva d'Aragona, cardinale e arcivescovo cattolico italiano (n. 1560)
- 1612 - Giovanni Almond, presbitero inglese
- 1616 - Marco Antonio Pellegrini, avvocato e giurista italiano (n. 1530)
- 1624 - Gaspard Bauhin, botanico svizzero (n. 1560)
- 1631 - Tommaso Caracciolo, militare italiano (n. 1572)
- 1640 - John Atherton, vescovo anglicano irlandese (n. 1598)
- 1662 - Isidoro Bianchi, pittore e ingegnere italiano (n. 1581)
- 1663 - Miguel Juan Balaguer, vescovo cattolico spagnolo (n. 1597)
- 1663 - Severo Bonini, compositore e organista italiano (n. 1582)
- 1671 - Ulrico di Württemberg-Neuenburg, duca (n. 1617)
- 1683 - Giovanni Fiore da Cropani, scrittore e religioso italiano (n. 1622)
- 1687 - Ercole Bernabei, compositore e organista italiano (n. 1622)
- 1695 - Johann Georg Starcke, architetto tedesco

## XVIII secolo(29)
- 1704 - Louis Hennepin, religioso belga (n. 1626)
- 1717 - Richard Onslow, I barone Onslow, politico inglese (n. 1654)
- 1722 - Marie Anne de La Trémoille, nobildonna francese (n. 1642)
- 1730 - Alida Withoos, pittrice e illustratrice olandese
- 1734 - Francesco Pignatelli, cardinale e arcivescovo cattolico italiano (n. 1652)
- 1743 - Georges-Louis de Berghes, vescovo cattolico belga (n. 1662)
- 1745 - Gabriel Herman Antun Patačić, arcivescovo cattolico croato (n. 1699)
- 1749 - Pierre Gaultier de Varennes de la Vérendrye, esploratore francese (n. 1685)
- 1750 - Nasir Jang Mir Ahmad, principe indiano (n. 1712)
- 1754 - Enrico Nassau d'Auverquerque, I conte di Grantham, nobile (n. 1673)
- 1755 - William Cavendish, III duca di Devonshire, nobile e politico inglese (n. 1698)
- 1757 - Johann Ernst Hebenstreit, botanico e naturalista tedesco (n. 1703)
- 1762 - Vito Maria Amico, storico, letterato e religioso italiano (n. 1697)
- 1765 - Giovanni Ambrogio Bertrandi, anatomista e chirurgo italiano (n. 1723)
- 1766 - Vittorio Amedeo Ghilini, nobile e politico italiano (n. 1714)
- 1769 - Elizabeth Wyndham, nobildonna inglese (n. 1719)
- 1769 - Jean-Paul de Rome d'Ardène, botanico, agronomo e presbitero francese (n. 1690)
- 1770 - James Stirling, matematico scozzese (n. 1692)
- 1771 - Giovanni Battista Morgagni, medico, anatomista e patologo italiano (n. 1682)
- 1776 - Elizabeth Seymour, II baronessa Percy, nobildonna inglese (n. 1716)
- 1784 - Phillis Wheatley, poetessa statunitense (n. 1753)
- 1788 - Paul Hippolyte de Beauvilliers, ammiraglio francese (n. 1712)
- 1791 - Wolfgang Amadeus Mozart, compositore austriaco (n. 1756)
- 1793 - Enrichetta Amalia di Anhalt-Dessau, nobile tedesca (n. 1720)
- 1793 - Jean Fortuné Boüin de Marigny, generale francese (n. 1766)
- 1793 - Charles Augustin de Royrand, generale francese (n. 1726)
- 1793 - Yolande de Polastron, duchessa de Polignac, nobildonna francese (n. 1749)
- 1798 - Natal'ja Aleksandrovna Kurakina, nobildonna russa (n. 1737)
- 1799 - Elijah Clarke, generale statunitense (n. 1736)

## XIX secolo(57)
- 1807 - Francis Willis, medico e presbitero britannico (n. 1718)
- 1808 - Marco Carburi, chimico e mineralogista italiano (n. 1731)
- 1813 - Carlo Denina, presbitero e storico italiano (n. 1731)
- 1814 - José Tomás Boves, generale spagnolo (n. 1782)
- 1814 - Évariste de Parny, poeta francese (n. 1753)
- 1819 - Federico Leopoldo di Stolberg-Stolberg, nobile tedesco (n. 1750)
- 1825 - Giambattista Canal, pittore italiano (n. 1745)
- 1827 - Enrico Acerbi, letterato italiano (n. 1785)
- 1828 - Francesco Guidobono Cavalchini, cardinale italiano (n. 1755)
- 1829 - Friedrich Christian Rosenthal, anatomista tedesco (n. 1780)
- 1833 - Ana María de Soto, militare spagnola (n. 1775)
- 1835 - August von Platen-Hallermünde, poeta e drammaturgo tedesco (n. 1796)
- 1836 - Giuseppe Ciccimarra, cantante lirico italiano (n. 1790)
- 1837 - Cesare Nembrini Pironi Gonzaga, cardinale e vescovo cattolico italiano (n. 1768)
- 1839 - Henry Philip Hope, banchiere olandese (n. 1774)
- 1842 - Auguste Vestris, ballerino francese (n. 1760)
- 1844 - Antonio Riccardi, presbitero, saggista e educatore italiano (n. 1778)
- 1845 - Franz Thaddäus von Waldburg-Zeil, principe e politico tedesco (n. 1778)
- 1847 - Elisa Counis, pittrice svizzera (n. 1812)
- 1851 - Bartolomeo Valiani, pittore italiano (n. 1793)
- 1856 - Jean Baptiste Schwilgué, orologiaio francese (n. 1776)
- 1858 - Jean-Baptiste Mougeot, botanico, micologo e medico francese (n. 1776)
- 1859 - Jakob Josef Jauch, presbitero, poeta e compositore svizzero (n. 1802)
- 1859 - Louis Poinsot, matematico e fisico francese (n. 1777)
- 1859 - Nicola Sole, patriota e poeta italiano (n. 1821)
- 1860 - Friedrich Christoph Dahlmann, storico tedesco (n. 1785)
- 1862 - Auguste Caristie, architetto francese (n. 1783)
- 1862 - Félix De Vigne, pittore e archeologo belga (n. 1806)
- 1863 - Otto Deiters, anatomista e neurologo tedesco (n. 1834)
- 1864 - George Howard, VII conte di Carlisle, nobile, politico e poeta britannico (n. 1802)
- 1864 - Nikolaj Stepanovič Pimenov, scultore russo (n. 1812)
- 1864 - Elisabetta Alessandrina di Württemberg, principessa (n. 1802)
- 1866 - Camille Montagne, medico, botanico e micologo francese (n. 1784)
- 1870 - Alexandre Dumas padre, scrittore e drammaturgo francese (n. 1802)
- 1870 - Herman Severin Løvenskiold, compositore norvegese (n. 1815)
- 1872 - Giuseppe Naudin, pittore italiano (n. 1792)
- 1875 - Eduard Arnold Martin, ginecologo tedesco (n. 1809)
- 1876 - August Graf von Degenfeld-Schonburg, generale austriaco (n. 1798)
- 1878 - Giuseppe Benassai, pittore italiano (n. 1835)
- 1878 - William Carnegie, VIII conte di Northesk, nobile scozzese (n. 1794)
- 1881 - Francesco Baldisserotto, patriota italiano (n. 1815)
- 1881 - Nikolaj Ivanovič Pirogov, medico, scienziato e pedagogo russo (n. 1810)
- 1882 - Gaetano Barbati, presbitero italiano (n. 1804)
- 1882 - Theodor Ludwig Wilhelm von Bischoff, fisiologo, anatomista e biologo tedesco (n. 1807)
- 1884 - Richard Lumley, IX conte di Scarbrough, ufficiale irlandese (n. 1813)
- 1888 - Marcello Baschenis, pittore italiano (n. 1829)
- 1888 - Imre Henszlmann, architetto, storico dell'arte e archeologo slovacco (n. 1813)
- 1891 - Pietro II del Brasile, imperatore brasiliano (n. 1825)
- 1891 - Felice Vinatieri, direttore di banda, compositore e militare italiano (n. 1834)
- 1893 - Ferdinando Meucci, archivista e storico della scienza italiano (n. 1823)
- 1894 - Fiele, condottiero nativo americano
- 1896 - Rafael Hertzberg, scrittore, traduttore e storico finlandese (n. 1845)
- 1897 - Maximilian Daublebsky von Sterneck, ammiraglio austriaco (n. 1829)
- 1897 - Giuseppe Domenico Felli, scultore italiano (n. 1839)
- 1898 - Giulio Bianchi, politico italiano (n. 1840)
- 1899 - Henry Tate, imprenditore e collezionista d'arte inglese (n. 1819)
- 1900 - Giovanni Antona Traversi, politico italiano (n. 1824)

## XX secolo(246)
- 1901 - Elias John Wilkinson Gibb, turcologo e traduttore scozzese (n. 1857)
- 1901 - Karl von Hegel, storico tedesco (n. 1813)
- 1904 - James Noble Tyner, politico statunitense (n. 1826)
- 1906 - Carl Otto Harz, micologo e farmacista tedesco (n. 1842)
- 1907 - Henry Hooker, allevatore statunitense (n. 1828)
- 1907 - Charles Leickert, pittore belga (n. 1816)
- 1907 - Ekaterina Svanidze, georgiana (n. 1885)
- 1909 - Giorgio Alessandro di Meclemburgo-Strelitz, duca (n. 1859)
- 1909 - Ebenezer Prout, musicologo, scrittore e insegnante inglese (n. 1835)
- 1910 - Roberto d'Orléans, principe e militare francese (n. 1840)
- 1910 - Giovanni Poggio, militare e patriota italiano (n. 1830)
- 1911 - Valentin Aleksandrovič Serov, pittore russo (n. 1865)
- 1913 - Francesco Paternostro, politico e prefetto italiano (n. 1840)
- 1913 - Anton von Wolkenstein-Trostburg, diplomatico austro-ungarico (n. 1832)
- 1914 - Angelo Di Pietro, cardinale e arcivescovo cattolico italiano (n. 1828)
- 1914 - Alfonso Doria Pamphili Landi, nobile e politico italiano (n. 1851)
- 1914 - Sidkeong Tulku Namgyal, indiano (n. 1879)
- 1914 - Tito Vignoli, filosofo e antropologo italiano (n. 1824)
- 1916 - Augusta di Cambridge, nobildonna (n. 1822)
- 1916 - Emilio Maraini, imprenditore e politico svizzero (n. 1853)
- 1916 - Hans Richter, direttore d'orchestra austriaco (n. 1843)
- 1919 - Elia Millosevich, astronomo italiano (n. 1848)
- 1920 - Dario Cassuto, politico e avvocato italiano (n. 1850)
- 1920 - Benjamin Holt, inventore statunitense (n. 1849)
- 1920 - José Pérez, calciatore uruguaiano (n. 1897)
- 1921 - David Carnegie, X conte di Northesk, nobile scozzese (n. 1865)
- 1921 - Filippo Grimani, politico italiano (n. 1850)
- 1921 - Said Halim Pascià, politico ottomano (n. 1865)
- 1922 - Carlo Paolo Agazzi, pittore italiano (n. 1870)
- 1923 - Edward Martyn, politico, attivista e drammaturgo irlandese (n. 1859)
- 1923 - Herbert Standing, attore britannico (n. 1846)
- 1924 - Pietro Cardani, fisico e politico italiano (n. 1858)
- 1925 - Costantino Barbella, scultore italiano (n. 1852)
- 1925 - Wilhelmina Drucker, attivista olandese (n. 1847)
- 1925 - Elia Fornoni, architetto e ingegnere italiano (n. 1847)
- 1925 - Ernst Haeberlin, giurista e numismatico tedesco (n. 1847)
- 1925 - Władysław Reymont, scrittore polacco (n. 1867)
- 1926 - Claude Monet, pittore francese (n. 1840)
- 1927 - Fëdor Sologub, scrittore, poeta e drammaturgo russo (n. 1863)
- 1929 - Gustavo Balsamo-Crivelli, filologo e scrittore italiano (n. 1869)
- 1930 - Raul Brandão, giornalista, scrittore e militare portoghese (n. 1867)
- 1930 - James Henry Emerton, aracnologo e entomologo statunitense (n. 1847)
- 1930 - Umberto Fracchia, scrittore italiano (n. 1889)
- 1931 - Filippo Rinaldi, presbitero italiano (n. 1856)
- 1931 - Baldovina Vestri, patriota italiana (n. 1840)
- 1934 - Stanley Buckmaster, I visconte Buckmaster, avvocato e politico inglese (n. 1861)
- 1934 - Roberto De Ruggiero, giurista, scrittore e politico italiano (n. 1875)
- 1934 - Oskar von Hutier, generale tedesco (n. 1857)
- 1934 - Karl Linsbauer, botanico austriaco (n. 1872)
- 1934 - Dora Schoonmaker, educatrice e missionaria statunitense (n. 1851)
- 1935 - Henry Wald Bettmann, compositore di scacchi statunitense (n. 1868)
- 1936 - Jacques Grüber, artista francese (n. 1870)
- 1936 - Mario Massa, cantante italiano (n. 1876)
- 1936 - Oscar Adolf Wisting, navigatore e esploratore norvegese (n. 1871)
- 1937 - Francesco Crucioli, militare italiano (n. 1908)
- 1938 - Pierre Payssé, ginnasta francese (n. 1873)
- 1940 - Jan Kubelík, violinista e compositore ceco (n. 1880)
- 1940 - Wilfred Lucas, attore, regista e sceneggiatore canadese (n. 1871)
- 1941 - Hüsejn Cavid, poeta azero (n. 1882)
- 1941 - Gabriele Ferretti di Castelferretto, militare e aviatore italiano (n. 1920)
- 1941 - Grégoire Le Roy, scrittore e pittore belga (n. 1862)
- 1941 - Ippolito Niccolini, militare italiano (n. 1916)
- 1941 - Amrita Sher-Gil, pittrice ungherese (n. 1913)
- 1942 - Richard Tucker, attore statunitense (n. 1884)
- 1943 - Cesare Piva, militare e partigiano italiano (n. 1907)
- 1944 - Julian Grobelny, attivista polacco (n. 1893)
- 1944 - Ferruccio Magnani, antifascista e partigiano italiano (n. 1909)
- 1944 - Armando Montanari, partigiano italiano (n. 1922)
- 1945 - Cosmo Lang, arcivescovo anglicano e teologo britannico (n. 1864)
- 1945 - Luigi Succi e Maria Pini, italiano (n. 1882)
- 1947 - Shirley Jackson Case, matematico e teologo canadese (n. 1872)
- 1947 - Frits Clausen, politico danese (n. 1893)
- 1947 - William Thomas, sociologo statunitense (n. 1863)
- 1948 - Kerry Mills, compositore statunitense (n. 1869)
- 1949 - Alfred J. Lotka, matematico e statistico statunitense (n. 1880)
- 1949 - Andreas Roth, pittore tedesco (n. 1871)
- 1949 - Antoni Rovira i Virgili, giornalista e politico spagnolo (n. 1882)
- 1949 - Johnnie Walker, attore e regista statunitense (n. 1894)
- 1950 - Sri Aurobindo, filosofo e mistico indiano (n. 1872)
- 1950 - Otto Fleischmann, calciatore cecoslovacco (n. 1906)
- 1950 - Dominique Ravoux, ginnasta francese (n. 1878)
- 1951 - Shoeless Joe Jackson, giocatore di baseball statunitense (n. 1887)
- 1951 - Abanindranath Tagore, pittore e scrittore indiano (n. 1871)
- 1952 - Farhat Hached, sindacalista tunisino (n. 1914)
- 1953 - Georges Bayrou, calciatore francese (n. 1883)
- 1953 - Noel Mewton-Wood, pianista australiano (n. 1922)
- 1953 - Hubert Moest, regista, sceneggiatore e attore tedesco (n. 1877)
- 1953 - Jorge Negrete, cantante e attore messicano (n. 1911)
- 1953 - Maria Pascoli, italiano (n. 1865)
- 1954 - Dagmar Ebbesen, attrice e cantante svedese (n. 1891)
- 1954 - William Francis, politico statunitense (n. 1860)
- 1955 - Maria Clotilde Daviso di Charvensod, storica, partigiana e scrittrice italiana (n. 1901)
- 1955 - Alvin Lustig, grafico, tipografo e designer statunitense (n. 1915)
- 1955 - Ernest Peterly, calciatore svizzero (n. 1892)
- 1956 - Christian Christensen, mezzofondista danese (n. 1876)
- 1957 - Evan Gorga, tenore italiano (n. 1865)
- 1957 - Mario Puccini, scrittore italiano (n. 1887)
- 1957 - Gaetano Scavonetti, funzionario e politico italiano (n. 1876)
- 1958 - Willie Applegarth, velocista britannico (n. 1890)
- 1958 - Ferdinand Bruckner, drammaturgo e regista teatrale austriaco (n. 1891)
- 1959 - Maurice Burrus, filatelista e politico francese (n. 1882)
- 1959 - Percival Davson, schermidore e tennista britannico (n. 1877)
- 1959 - Alcides Paiva, pallanuotista brasiliano (n. 1894)
- 1959 - Frank Schell, canottiere statunitense (n. 1884)
- 1959 - Merico Zuccari, militare italiano (n. 1906)
- 1960 - Hashim el-Atassi, politico siriano (n. 1875)
- 1961 - Michele Gervasio, archeologo italiano (n. 1877)
- 1961 - Grigorij Romanovič Ginzburg, pianista russo (n. 1904)
- 1961 - Aage Walther, ginnasta danese (n. 1897)
- 1961 - Yashwant Rao Holkar II, principe indiano (n. 1908)
- 1962 - Alsing Andersen, politico danese (n. 1893)
- 1962 - Donato Leone, avvocato, giornalista e politico italiano (n. 1884)
- 1962 - Oscar Olsen, tiratore di fune e sollevatore statunitense (n. 1875)
- 1962 - Joseph Rock, esploratore, geografo e medico austriaco (n. 1884)
- 1962 - Stewart Symes, militare britannico (n. 1882)
- 1963 - Alfonso Carinci, arcivescovo cattolico italiano (n. 1862)
- 1963 - Karl Amadeus Hartmann, compositore tedesco (n. 1905)
- 1963 - Tom London, attore statunitense (n. 1883)
- 1963 - István Miklósi, calciatore ungherese (n. 1909)
- 1963 - Cecil Pinsent, architetto del paesaggio inglese (n. 1884)
- 1963 - Huseyn Shaheed Suhrawardy, politico pakistano (n. 1892)
- 1965 - Joseph Erlanger, medico statunitense (n. 1874)
- 1965 - Sergio Pugliese, drammaturgo e giornalista italiano (n. 1908)
- 1965 - Aldo Valori, scrittore e giornalista italiano (n. 1882)
- 1966 - Sylvère Maes, ciclista su strada e ciclocrossista belga (n. 1909)
- 1966 - Alessandro Marchetti, ingegnere aeronautico italiano (n. 1884)
- 1967 - Giuseppe Lugli, archeologo italiano (n. 1890)
- 1967 - Mariano Rosati, politico italiano (n. 1879)
- 1968 - Fred Clark, attore statunitense (n. 1914)
- 1968 - Arturo Danusso, ingegnere e politico italiano (n. 1880)
- 1968 - Irma Sorter, attrice statunitense (n. 1904)
- 1969 - Jean Bayet, latinista francese (n. 1892)
- 1969 - Martin Benedikter, sinologo italiano (n. 1908)
- 1969 - Claude Dornier, ingegnere aeronautico tedesco (n. 1884)
- 1969 - Nicola Galante, pittore e incisore italiano (n. 1883)
- 1969 - William Gilmore, canottiere statunitense (n. 1895)
- 1969 - Reinhold Platz, ingegnere aeronautico tedesco (n. 1886)
- 1969 - Maxime Surdez, calciatore svizzero (n. 1891)
- 1969 - Alice di Battenberg, nobile tedesca (n. 1885)
- 1970 - Heinz Auerswald, avvocato tedesco (n. 1908)
- 1970 - Mario Gori, poeta e scrittore italiano (n. 1926)
- 1970 - Luigi Sacco, crittanalista e generale italiano (n. 1883)
- 1971 - Andrej Andreevič Andreev, rivoluzionario, politico e sindacalista sovietico (n. 1895)
- 1971 - Gajto Gazdanov, scrittore russo (n. 1903)
- 1972 - Kenny Dorham, trombettista, cantante e compositore statunitense (n. 1924)
- 1973 - Guido Favati, poeta e critico letterario italiano (n. 1920)
- 1973 - Vojeslav Molè, storico dell'arte e poeta sloveno (n. 1886)
- 1973 - Vera Rol, attrice, showgirl e ballerina italiana (n. 1920)
- 1973 - Robert Watson-Watt, inventore britannico (n. 1892)
- 1974 - Pietro Germi, regista, sceneggiatore e attore italiano (n. 1914)
- 1974 - Hazel Hotchkiss Wightman, tennista statunitense (n. 1886)
- 1974 - Andrea Lombardini, militare italiano (n. 1940)
- 1974 - Carlo Petrangeli, attore italiano (n. 1904)
- 1974 - Italo Pizziolo, calciatore italiano (n. 1912)
- 1974 - Zaharia Stancu, scrittore, poeta e filosofo rumeno (n. 1902)
- 1975 - Paul Deydier, schermidore francese (n. 1908)
- 1975 - Constance McLaughlin Green, storica statunitense (n. 1897)
- 1975 - Carlo Villa, calciatore italiano (n. 1912)
- 1976 - Aristide Bonfà, mezzofondista italiano (n. 1907)
- 1976 - Adolph Gregory Schmitt, vescovo cattolico e missionario tedesco (n. 1905)
- 1977 - Ursula Herwig, attrice e doppiatrice tedesca (n. 1935)
- 1977 - Rahsaan Roland Kirk, polistrumentista statunitense (n. 1935)
- 1977 - Remy Prìncipe, violinista italiano (n. 1889)
- 1977 - Aleksandr Michajlovič Vasilevskij, generale e politico sovietico (n. 1895)
- 1978 - Dajos Béla, violinista e direttore d'orchestra ucraino (n. 1897)
- 1978 - Irénée Hausherr, gesuita francese (n. 1891)
- 1978 - Steve Mitchell, cestista statunitense (n. 1952)
- 1978 - Riccardo Palanti, pittore e decoratore italiano (n. 1893)
- 1978 - Carlos Riolfo, calciatore uruguaiano (n. 1905)
- 1979 - Sonia Terk Delaunay, pittrice ucraina (n. 1885)
- 1979 - Rosaleen Norton, artista australiana (n. 1917)
- 1979 - Mario Riccio, politico e avvocato italiano (n. 1898)
- 1979 - Lesley Selander, regista statunitense (n. 1900)
- 1979 - Harry Worrall, calciatore inglese (n. 1918)
- 1980 - Gerrit Keizer, calciatore olandese (n. 1910)
- 1981 - Alessandro Alibrandi, terrorista italiano (n. 1960)
- 1981 - Charles Barton, regista e produttore cinematografico statunitense (n. 1902)
- 1981 - Corrado Gelli, politico italiano (n. 1914)
- 1982 - Heinrich Hertel, ingegnere aeronautico tedesco (n. 1904)
- 1982 - Giuseppe Marchiori, critico d'arte italiano (n. 1901)
- 1982 - Eduardo Sainz de la Maza, chitarrista e compositore spagnolo (n. 1903)
- 1983 - Robert Aldrich, regista, sceneggiatore e produttore cinematografico statunitense (n. 1918)
- 1983 - Elena Holéczyová, artista slovacca (n. 1906)
- 1983 - Paavo Johansson, giavellottista e multiplista finlandese (n. 1895)
- 1983 - Hans Peter L'Orange, archeologo norvegese (n. 1903)
- 1983 - John Arthur Thomas Robinson, teologo inglese (n. 1919)
- 1984 - Bob Hogsett, cestista statunitense (n. 1941)
- 1984 - Joe Rock, produttore cinematografico, attore e regista statunitense (n. 1893)
- 1984 - Manlio Scarpelli, sceneggiatore e regista italiano (n. 1924)
- 1985 - Oreste Capuzzo, ginnasta italiano (n. 1908)
- 1985 - Enrico Endrich, politico e avvocato italiano (n. 1899)
- 1985 - Loris Fortuna, politico e partigiano italiano (n. 1924)
- 1986 - Theodor Kretschmer, generale tedesco (n. 1901)
- 1986 - Nicolò Rasmo, storico dell'arte italiano (n. 1909)
- 1986 - Lê Trọng Tấn, generale e politico vietnamita (n. 1914)
- 1987 - Pier Cesare Baretti, giornalista e dirigente sportivo italiano (n. 1939)
- 1987 - Bobby Garrett, giocatore di football americano statunitense (n. 1932)
- 1987 - Alberto Ghirardi, ciclista su strada italiano (n. 1921)
- 1988 - August Lenz, calciatore tedesco (n. 1910)
- 1988 - Erik Lundin, scacchista svedese (n. 1904)
- 1988 - Gaetano Rapisardi, architetto italiano (n. 1893)
- 1988 - Antonio Rostagni, fisico italiano (n. 1903)
- 1988 - Carlo Rovini, scrittore, poeta e pubblicista italiano (n. 1932)
- 1989 - Edoardo Amaldi, fisico italiano (n. 1908)
- 1989 - John Ball, calciatore inglese (n. 1900)
- 1989 - Li Keran, pittore cinese (n. 1907)
- 1989 - Ferruccio Martinelli, compositore e arrangiatore italiano (n. 1908)
- 1989 - John Pritchard, direttore d'orchestra britannico (n. 1921)
- 1990 - Michael Nothdurfter, guerrigliero italiano (n. 1961)
- 1990 - Karl Seitz, pallanuotista austriaco (n. 1904)
- 1991 - Aad Mansveld, calciatore olandese (n. 1944)
- 1991 - Richard Speck, assassino statunitense (n. 1941)
- 1992 - Ai Wu, scrittore cinese (n. 1904)
- 1992 - Italo Nicoletto, politico e partigiano italiano (n. 1909)
- 1993 - Francesco Pezzino, sindacalista e politico italiano (n. 1920)
- 1993 - Alexandre Trauner, scenografo ungherese (n. 1906)
- 1994 - Harry Horner, scenografo e regista austriaco (n. 1910)
- 1994 - Günter Meisner, attore tedesco (n. 1926)
- 1994 - E.W. Swackhamer, regista, attore e impresario teatrale statunitense (n. 1927)
- 1995 - Ilio Bosi, politico, partigiano e antifascista italiano (n. 1903)
- 1995 - Ernesto Teodoro Moneta Caglio, presbitero e musicologo italiano (n. 1907)
- 1995 - Clair Patterson, chimico statunitense (n. 1922)
- 1996 - Annamaria Baratta, cantante italiana (n. 1950)
- 1996 - Paolino Limongi, diplomatico e arcivescovo cattolico italiano (n. 1914)
- 1996 - Guglielmo Matucci, arbitro di calcio italiano (n. 1913)
- 1996 - Serge Monast, giornalista, poeta e saggista canadese (n. 1945)
- 1996 - Adolf Bredo Stabell, diplomatico norvegese (n. 1908)
- 1997 - Rudolf Bahro, politico e filosofo tedesco (n. 1935)
- 1997 - Eugen Cicero, pianista rumeno (n. 1940)
- 1997 - Gino Fantin, giornalista italiano (n. 1923)
- 1997 - Lutz Hoffmann, ginnasta tedesco orientale (n. 1959)
- 1998 - Doris Baker, attrice statunitense (n. 1907)
- 1998 - Alan Conway, truffatore britannico (n. 1934)
- 1998 - Albert Gore senior, politico statunitense (n. 1907)
- 1998 - Michele Gaetano Pierangeli, politico e medico italiano (n. 1924)
- 1998 - Ettore Rossi, medico svizzero (n. 1915)
- 1999 - Claude Ballot-Léna, pilota automobilistico francese (n. 1936)
- 1999 - Nathan Jacobson, matematico statunitense (n. 1910)
- 1999 - Edoardo Martino, politico italiano (n. 1910)
- 1999 - Masaru Satō, compositore giapponese (n. 1928)
- 1999 - Bob Templeton, rugbista a 15, allenatore di rugby a 15 e dirigente sportivo australiano (n. 1932)
- 2000 - Roberto Gabetti, architetto, urbanista e teorico dell'architettura italiano (n. 1925)
- 2000 - Árpád Glatz, cestista e allenatore di pallacanestro ungherese (n. 1939)
- 2000 - Matthew Lukwiya, medico ugandese (n. 1957)
- 2000 - Antonio Sbordone, tuffatore italiano (n. 1932)
- 2000 - Oliver W. Wolters, storico britannico (n. 1915)

## XXI secolo(155)
- 2001 - Peter Blake, velista neozelandese (n. 1948)
- 2001 - Franco Rasetti, fisico, paleontologo e botanico italiano (n. 1901)
- 2001 - Bill Roberts, velocista britannico (n. 1912)
- 2001 - Deo Rossi, politico italiano (n. 1920)
- 2001 - Tomás Vío, cestista argentino (n. 1921)
- 2001 - Dante Voglino, calciatore italiano (n. 1925)
- 2002 - Roone Arledge, dirigente sportivo statunitense (n. 1931)
- 2002 - Bob Berg, sassofonista statunitense (n. 1951)
- 2002 - Roland Rossel, calciatore svizzero (n. 1915)
- 2002 - Einar Skinnarland, ingegnere norvegese (n. 1918)
- 2002 - Ne Win, militare e politico birmano (n. 1911)
- 2003 - Umberto Davide, tenore italiano (n. 1900)
- 2003 - Federico Farkas, giornalista e sindacalista italiano (n. 1933)
- 2003 - Bob Gregory, fumettista statunitense (n. 1921)
- 2003 - Felix Kaspar, pattinatore artistico su ghiaccio austriaco (n. 1915)
- 2003 - Jack Keller, giocatore di poker statunitense (n. 1942)
- 2003 - Eugenio Maggi, anarchico e antifascista italiano (n. 1919)
- 2003 - Roberto Manni, pittore italiano (n. 1912)
- 2003 - José Manuel Pesudo, calciatore spagnolo (n. 1936)
- 2004 - Giuseppe Campora, tenore italiano (n. 1923)
- 2004 - Hicham Zerouali, calciatore marocchino (n. 1977)
- 2004 - Cristiano Júnior, calciatore brasiliano (n. 1979)
- 2005 - Salvatore Di Salvo, vescovo cattolico italiano (n. 1922)
- 2005 - Carmelo Mollica, baritono italiano (n. 1920)
- 2005 - Ed Murphy, calciatore scozzese (n. 1930)
- 2005 - Billy Reed, cestista e giocatore di baseball statunitense (n. 1922)
- 2005 - Vladimir Nikolaevič Toporov, storico della letteratura, filologo e critico letterario russo (n. 1928)
- 2005 - François Warnier, militare e aviatore francese (n. 1913)
- 2006 - David Bronštejn, scacchista sovietico (n. 1924)
- 2006 - Dagmar Cronstedt, conduttrice radiofonica svedese (n. 1919)
- 2006 - Michael Gilden, attore statunitense (n. 1962)
- 2006 - Gernot Jurtin, calciatore austriaco (n. 1955)
- 2006 - Víctor Mario Pérez, cestista e allenatore di pallacanestro portoricano (n. 1917)
- 2007 - Karlheinz Stockhausen, compositore tedesco (n. 1928)
- 2007 - John Winter, altista australiano (n. 1924)
- 2008 - Alessio II, arcivescovo ortodosso russo (n. 1929)
- 2008 - Jurij Baulin, hockeista su ghiaccio sovietico (n. 1933)
- 2008 - George Brecht, artista, scrittore e compositore statunitense (n. 1926)
- 2008 - Nina Foch, attrice olandese (n. 1924)
- 2008 - Beverly Garland, attrice statunitense (n. 1926)
- 2008 - Anca Parghel, cantante, musicista e insegnante rumena (n. 1957)
- 2008 - Katō Shūichi, medico, critico letterario e scrittore giapponese (n. 1919)
- 2008 - Bolek Tempowski, calciatore francese (n. 1921)
- 2008 - Dick Vertlieb, dirigente sportivo statunitense (n. 1930)
- 2009 - Gordana Bogojević, cestista jugoslava (n. 1974)
- 2009 - Bonaventure Carvalho, allenatore di pallacanestro senegalese (n. 1928)
- 2009 - Alfred Hrdlicka, scultore, disegnatore e pittore austriaco (n. 1928)
- 2009 - Otto Graf Lambsdorff, politico tedesco (n. 1926)
- 2009 - Kálmán Markovits, pallanuotista ungherese (n. 1931)
- 2009 - Jim Rohn, imprenditore statunitense (n. 1930)
- 2009 - Renato Sadar, allenatore di calcio e calciatore italiano (n. 1935)
- 2010 - Albano Albanese, ostacolista e altista italiano (n. 1921)
- 2010 - Audrey Campbell, cestista canadese (n. 1932)
- 2010 - Zakkula Govindarajulu, statistico indiano (n. 1933)
- 2010 - Andrzej Kleeberg, militare e aviatore polacco (n. 1920)
- 2010 - Ladislav Krnáč, allenatore di pallacanestro e giornalista slovacco (n. 1927)
- 2010 - John Leslie, attore pornografico e regista statunitense (n. 1945)
- 2010 - Don Meredith, giocatore di football americano statunitense (n. 1938)
- 2010 - Bruno Rasia, regista, pittore e sceneggiatore italiano (n. 1926)
- 2010 - Virgílio Teixeira, attore portoghese (n. 1917)
- 2010 - Mike Wyatt, allenatore di football americano statunitense (n. 1955)
- 2011 - Michel Descombey, ballerino, coreografo e direttore artistico francese (n. 1930)
- 2011 - Peter Gethin, pilota automobilistico britannico (n. 1940)
- 2011 - Gennadij Logofet, allenatore di calcio e calciatore sovietico (n. 1942)
- 2011 - Violetta Villas, cantante polacca (n. 1938)
- 2011 - Jos van der Vleuten, ciclista su strada e ciclocrossista olandese (n. 1943)
- 2012 - Dave Brubeck, pianista e compositore statunitense (n. 1920)
- 2012 - Francesco Fonti, mafioso e collaboratore di giustizia italiano (n. 1948)
- 2012 - Kazbek Gekkiev, giornalista russo (n. 1984)
- 2012 - Ignazio IV Hazim, arcivescovo ortodosso siriano (n. 1921)
- 2012 - Guido Martinotti, sociologo italiano (n. 1938)
- 2012 - Yves Niaré, pesista e discobolo francese (n. 1977)
- 2012 - Oscar Niemeyer, architetto brasiliano (n. 1907)
- 2012 - Doug Smith, dirigente sportivo e calciatore scozzese (n. 1937)
- 2012 - Felix Weinberg, fisico ceco (n. 1928)
- 2012 - Paolo Zanotti, scrittore e saggista italiano (n. 1971)
- 2013 - Fiorenzo Barindelli, imprenditore e collezionista d'arte italiano (n. 1952)
- 2013 - Ida Carrara, attrice italiana (n. 1928)
- 2013 - Giancarlo Cazzaniga, pittore italiano (n. 1930)
- 2013 - Günther Förg, pittore, scultore e fotografo tedesco (n. 1952)
- 2013 - Barry Jackson, attore inglese (n. 1938)
- 2013 - Nelson Mandela, politico e attivista sudafricano (n. 1918)
- 2013 - Roberto Romei, sindacalista e politico italiano (n. 1926)
- 2013 - Colin Wilson, scrittore britannico (n. 1931)
- 2014 - Manuel De Sica, compositore italiano (n. 1949)
- 2014 - Franco Marini, regista, attore e sceneggiatore italiano (n. 1935)
- 2014 - Giuseppe Mazzaglia, scrittore italiano (n. 1926)
- 2014 - Fabiola de Mora y Aragón, regina belga (n. 1928)
- 2014 - Gennadij Ivanovič Poloka, regista sovietico (n. 1930)
- 2014 - Riccardo Reim, attore, regista e drammaturgo italiano (n. 1953)
- 2014 - Kees Vlak, musicista e compositore olandese (n. 1938)
- 2014 - Silvio Zavala, storico messicano (n. 1909)
- 2015 - Paolo Bernardi, hockeista su ghiaccio italiano (n. 1944)
- 2015 - William McIlvanney, scrittore scozzese (n. 1936)
- 2015 - Dimităr Popov, giurista e politico bulgaro (n. 1927)
- 2015 - Marília Pêra, attrice, cantante e danzatrice brasiliana (n. 1943)
- 2015 - Siddhi Savetsila, politico e militare thailandese (n. 1919)
- 2015 - Dave Scholz, cestista statunitense (n. 1948)
- 2015 - Salvatore Sechi, funzionario italiano (n. 1935)
- 2015 - Tunku Abdul Jalil, principe malese (n. 1990)
- 2016 - Big Syke, rapper statunitense (n. 1968)
- 2016 - Asko Jokinen, cestista finlandese (n. 1932)
- 2016 - Marcel Renaud, canoista francese (n. 1926)
- 2016 - Victor Uckmar, avvocato e giurista italiano (n. 1925)
- 2017 - August Ames, attrice pornografica canadese (n. 1994)
- 2017 - Johnny Hallyday, cantante e attore francese (n. 1943)
- 2017 - Michele I di Romania, re rumeno (n. 1921)
- 2017 - Jean d'Ormesson, scrittore e giornalista francese (n. 1925)
- 2017 - Jacques Simon, calciatore francese (n. 1941)
- 2018 - Evy Berggren, ginnasta svedese (n. 1934)
- 2018 - Dynamite Kid, wrestler inglese (n. 1958)
- 2018 - Thor Hansen, giocatore di poker norvegese (n. 1947)
- 2018 - Behçet Safa, pittore turco (n. 1934)
- 2019 - Pietro Brollo, arcivescovo cattolico italiano (n. 1933)
- 2019 - Fulvio Antonio Iannaco, docente